# Nomadi
Nomadi est un groupe musical de l'Emilie-Romagne né en 1963. Les membres d'origine sont Augusto Daolio, Beppe Carletti, Franco Midili, Antonio Campari, Bila Coppellini et Gualberto Gelimini.

## Composition du groupe
- Chant :
  - Augusto Daolio - de 1963 à 1992
  - Francesco Gualerzi - de 1993 à 1998
  - Danilo Sacco - de 1993 à 2011
  - Massimo Vecchi - de 1998
  - Cristiano Turato - de 2011

## Instruments
- Beppe Carletti - depuis 1963
- Franco Midili - de 1963 à 1972, puis de 1973 à 1974
- Antonio Campari- de 1963 à 1964
- Bila Coppellini - de 1963 à 1969
- Gualberto Gelmini- de 1963 à 1964
- Gianni Coron - de 1964 à 1970
- Paolo Lancelotti - de 1969 à 1990
- Umberto Maggi - de 1970 à 1984
- Amos Amaranti - de 1972 à 1973
- Chris Dennis - de 1974 à 1990
- Dante Pergreffi - de 1984 à 1992
- Daniele Campani - depuis 1990
- Cico Falzone - depuis 1990
- Elisa Minari - de 1992 à 1998
- Andrea Pozzoli - 1998
- Sergio Reggioli - depuis 1998
- Massimo Vecchi - depuis 1998

## Discographie
- 1967 - Per quando noi non ci saremo (Columbia)
- 1968 - I Nomadi (Columbia)
- 1972 - Io vagabondo (Columbia)
- 1973 - Un giorno insieme (EMI)
- 1974 - I Nomadi interpretano Guccini (Columbia)
- 1974 - Tutto a posto (EMI)
- 1975 - Gordon (Columbia)
- 1977 - Noi ci saremo (Columbia)
- 1978 - Naracauli e altre storie (EMI)
- 1979 - Album concerto (dal vivo con Francesco Guccini) (EMI)
- 1981 - Sempre Nomadi (CGD)
- 1982 - Ancora una volta con sentimento (CGD)
- 1985 - Ci penserà poi il computer (CGD)
- 1986 - Quando viene sera (CGD)
- 1987 - Nomadi in concerto (CGD)
- 1988 - Ancora Nomadi (CGD)
- 1990 - Solo Nomadi (CGD)
- 1991 - Gente come noi (CGD)
- 1992 - Ma noi no (CGD)
- 1992 - Ma che film la vita (CGD)
- 1993 - Contro (CGD)
- 1994 - La settima onda (CGD)
- 1995 - Tributo ad Augusto (CGD)
- 1995 - Lungo le vie del vento (CGD)
- 1996 - Quando ci sarai (CGD)
- 1997 - Le strade, gli amici, il concerto (CGD)
- 1998 - Una storia da raccontare (CGD)
- 1999 - SOS con rabbia e con amore (CGD)
- 2000 - Liberi di volare (CGD)
- 2002 - Amore che prendi amore che dai (CGD)
- 2003 - Nomadi 40 (CGD)
- 2004 - Corpo estraneo (Atlantic)
- 2006 - Con me o contro di me (Atlantic)
- 2007 - Nomadi & Omnia Symphony Orchestra live 2007 (Atlantic)
- 2009 - Allo Specchio (Atlantic)
- 2010 - Raccontiraccolti (Warner)
- 2011 - Canzoni nel vento (live 1987 - 1989) (Nomadi)
- 2011 - Cuore vivo (Nomadi)